# Bokariewka
Bokariewka (ros. Бокаревка) – wieś (dieriewnia) w Rosji, w obwodzie tiumeńskim, w rejonie iszymskim. W 2010 liczyła 296 mieszkańców.